# Gemeentestadion (Schaarbeek)
Het Gemeentestadion (Frans: Stade communal), voorheen het Crossingstadion (Stade du Crossing), is een voetbalstadion in de Belgische gemeente Schaarbeek in het Brussels Hoofdstedelijk Gewest. De huidige geheel gerenoveerde accommodatie draagt sinds 2012 zijn huidige naam.

## Aanleg
Bij de aanleg van het Josaphatpark werd in het bovenste deel een terrein aangewezen voor voetbal, tennis en atletiek. Op 19 juli 1914 werd dit sport- en speelveld geopend. Het was ontworpen door landschapsarchitect Edmond Galoppin en gemeentelijk architect Gaston Bertrand. Het stadion had toen één houten tribune. Al in de jaren 30 waren er plannen om de tribune te vervangen maar dit gebeurde pas in 1960 toen naar ontwerp van gemeentearchitect Augustin Rogiers twee betonnen tribunes met een breed metalen luifel neergezet werden. Rond 1950 was er tevens een tweede voetbalveld nabij het stadion aangelegd, dat de naam 'Renan' (stade of veld) zou krijgen.

## Bespelers
Het stadion werd bespeeld door RCS de Schaerbeek dat in de jaren 30 en 40 in de tweede klasse speelde. Hierna zakte de club weg en fuseerde in 1969 met Royal Crossing Club Molenbeek tot Royal Crossing Club de Schaerbeek. Het stadion kreeg de naam Crossingstadion en de open zijden werden staantribunes. In totaal bood het stadion plaats aan 17.000 toeschouwers. De club speelde vier seizoenen onderaan in de eerste klasse. In 1973 degradeerde de club en in 1975 zakte Crossing naar de derde klasse. In 1980 degradeerde de club naar de vierde klasse en nadat in 1983 Crossing Schaarbeek naar de provinciale reeksen gezakt was verliet de club Schaarbeek en verhuisde naar Elewijt.

## Verval
Het stadion kwam leeg te staan al werd het incidenteel nog wel gebruikt. Bob Dylan gaf er in 1984 een concert en verschillende amateurploegen uit Schaarbeek speelden in periodes in de accommodatie. Omdat er al sinds medio de jaren 70 geen onderhoud meer gepleegd werd, raakten de tribunes en gebouwen in verval. De tribunes werden gesloten en ook de delen van de gebouwen werden verboden om te gebruiken.

## Renovatie
In 2009 werd een plan gemaakt voor een grootschalige renovatie. Het ruim 10 miljoen euro kostende plan werd geheel gefinancierd door Beliris. Er werd een gemoderniseerd sportcomplex van gemaakt waarvan twee tribunes behouden bleven. De andere zijde sloot open aan op de rest van de sportaccommodatie in het park. De capaciteit werd 3500 toeschouwers. Op 2 december 2012 werd het stadion geopend en kreeg de officiële naam het Gemeentestadion. De nieuwe bespelers werden Racing Schaarbeek en de nieuwe fusieclub Crossing Schaerbeek (4070).